# Bessel-Kok
Bessel-Kok (BK-Gas BV, merknaam BK LPG) is de naam van een te Waardenburg gevestigd bedrijf dat lpg heeft geïntroduceerd in Nederland.

## Geschiedenis

### Oprichting
Het bedrijf werd in 1954 opgericht te Amsterdam door de gebroeders Jan Veenemans en Wim Veenemans. De naam van de onderneming is afgeleid van de NV Handelsvereniging v/h Bessel-Kok, die vertegenwoordiger was van Renault Oliën. Jan was verkoper bij de Handelsvereniging geweest, werd medefirmant en uiteindelijk eigenaar. Ook Wim was in dienst bij de Handelsvereniging.
BK verkreeg het alleenverkooprecht voor Aral in de Benelux. De raffinaderij van Aral bevond zich te Bochum. De installatietechniek kwam uit de Verenigde Staten waar men al langer ervaring met lpg als autobrandstof had opgedaan. Een probleem was uiteraard dat een netwerk van lpg-tankstations moest bestaan alvorens automobilisten over zouden gaan op rijden met lpg. De typische blauwe kleur van het BK-beeldmerk was overigens dezelfde kleur die Aral hanteerde.
In 1955 ging BK als zelfstandige firma, los van de Handelsvereniging, opereren. Ook de SHV had plannen op het terrein van lpg. De bedoeling was dat SHV het gas voor huishoudelijke doeleinden zou verkopen, en BK het autogas voor zijn rekening zou nemen. Ook zou SHV een aantal tankstations bouwen (onder de merknaam PAM) waarin, naast benzine en diesel, ook lpg zou worden verkocht. Van deze afspraak kwam niet veel terecht. SHV trachtte, los van BK, autogas te verkopen en richtte daartoe in 1956 de firma Calpam Vloeibaar Gas op. Vermoedelijk leverde Calpam ook aan lpg-stations van Caltex.
BK op zijn beurt installeerde ook lpg-vulstations, leverde lpg-apparatuur en verkocht vanaf 1955 ook verplaatsbare en verwisselbare Skid-tanks, opslagtanks voor mobiele gebruikers met een inhoud tot 12 m³. Deze bleken ook nuttig voor gebruik in de landbouw.
In 1956 werd contact gelegd met Cargas in België, opgericht door Gustave Lefèvre en gevestigd te Frasnes-lez-Gosselies. Cargas opende in 1956 zijn eerste lpg-station, en wel te Luik. In België was echter meer concurrentie, namelijk van de National Gas Company (Esso), Calor Gas (Shell) en Trading (Caltex).
In Nederland begon de lpg-verkoop te stijgen. In 1955 werd de Nederlandse Elpegee Vereniging opgericht met Wim Veenemans als voorzitter. Deze moest het lpg-gebruik bevorderen. Daartoe werd eveneens LPG, Vakblad voor motor-economie op de markt gebracht. In 1960 waren er 100 BK-stations, in 1970 waren dat er 200 en in 1975 reeds 375. Het omgezette volume steeg voor die jaren van 60.000 m³ via 100.000 m³ tot 200.000 m³. Ondertussen kwam er ook in Nederland concurrentie, en wel van Caltex en Esso (in 1958) en van Shell, in 1959. Deze firma's hadden immers alle raffinaderijen in het Rijnmondgebied gebouwd en produceerden aldus ook propaan en butaan, dat ze onder meer als autogas wilden afzetten. Aldus ontstonden er nog eens tientallen lpg-stations.
In 1964 werd de structuur van BK omgezet in een NV: De NV Bessel-Kok LPG. Er volgde expansie naar Denemarken en Zweden. In Barneveld kwam in hetzelfde jaar een depot tot stand, bestaande uit vier bolvormige tanks. Omstreeks 1980 reed 10% van het personenautopark op lpg. Vrachtwagens echter schakelden steeds meer om op dieselolie.

### Shell
In 1970 deed Shell, dat slechts een lpg-marktaandeel van 5% had, een bod op BK. Dat had toen 80% van de markt in handen. Aldus werden alle aandelen van BK gekocht door de Shell Nederland Verkoopmaatschappij (SNV). In januari 1971 werd de fusie bekendgemaakt. BK had nog tot 1979 een leveringscontract met Aral. SNV zou geleidelijk de levering overnemen. In 1972 werd BK omgezet in een BV en in 1973 werd BK een onderdeel van Shell Petroleum NV. In 1973 werden de 24 eigen ketelwagens verkocht en in 1977 kwam een einde aan het railtransport, waarbij de depots in Zoetermeer en Onnen werden opgeheven. Ondertussen werd ook het logo veranderd.
Van 1980 tot 1990 nam de jaaromzet van BK toe van 400.000 tot 770.000 m³. De grootste leverancier was Shell, kleinere leveranciers waren Mobil, Aral, Fina, Gulf en Elf. Het marktaandeel van BK bedroeg in 1980 ongeveer 30%. De belangrijkste concurrent waren Polygas, gestart in 1957 te Deventer en afnemer van Aral, Gulf en Mobil, alsmede Margas te Tiel, een vestiging van Kistemakers' Handelsvereniging, die gas uit Antwerpen aanvoerde en distribueerde. In 1984 werden Elpee Gas en Benegas door BP overgenomen, en in 1985 werd het door Amerikaanse aandeelhouders gedomineerde Polygas door BK ingelijfd. Hierdoor kwam ook Mobil in beeld als toeleverancier, later gevolgd door Fina. Het topjaar voor BK was aldus 1989 met een omzet van 760.000 m³ en een marktaandeel van 49%. In dit jaar verhuisde het hoofdkantoor van BK naar Hoofddorp.
In 2003 werd, samen met Vialle, het systeem gasFX ontwikkeld voor de zakelijke markt, in 2004 gevolgd door de particuliere markt.

### Heden
In 2007 werd BK-Gas door Shell verkocht aan Argos Oil. In 2008 ging men ook lpg-stations in Duitsland openen.In 2013 verkocht Argos Oil BK-Gas aan Nefco. Nefco verzorgt voor haar afnemers alle aspecten in de distributie van LPG; van raffinaderij tot eindgebruiker. Nefco is in Noordwest Europa de grootste wederverkoper van LPG en is actief in Groothandel, leveringen van autogas aan tankstations en propaangas aan eindgebruikers.

## Externe bron
- Frida de Jong, Gas Geven, geschiedenis van BK-Gas B.V. 1954-1994, 1994, Stichting Historie der Techniek, ISBN 90-73192-04-8